# Đại học và cao đẳng sư phạm Việt Nam
Các Trường Đại học Sư phạm ở Việt Nam gồm có: 
1. Trường Đại học Sư phạm Hà Nội;
2. Trường Đại học Sư phạm Hà Nội 2;
3. Trường Đại học Sư phạm Thái Nguyên,
4. Trường Sư phạm, Trường Đại học Vinh;
5. Trường Đại học Sư phạm Huế;
6. Trường Đại học Sư phạm Đà Nẵng;
7. Trường Đại học Quy Nhơn;
8. Trường Đại học Sư phạm Thành phố Hồ Chí Minh.

8 trường Sư phạm lớn công nhận kết quả và dành chỉ tiêu xét tuyển thí sinh dự kỳ thi đánh giá năng lực do Trường Đại học Sư phạm Hà Nội chủ trì .
Các Trường Đại học khác gồm có: 
1. Học viện Quản lý giáo dục;
2. Trường Đại học Sư phạm Nghệ thuật Trung ương;
3. Trường Đại học Sư phạm Thể dục Thể thao Hà Nội;
4. Trường Đại học Sư phạm Thể dục Thể thao Thành phố Hồ Chí Minh;
5. Các Trường Đại học Sư phạm Kỹ thuật Việt Nam;...